# Lukas Foss
Lukas Foss (nacido Lukas Fuchs, Berlín, Alemania, 15 de agosto de 1922 - Nueva York, 1 de febrero de 2009) fue un compositor, director de orquesta, pianista y profesor.

## Biografía
Estudió con Julius Goldstein. Se trasladó a París en 1933 donde estudió piano con Lazare Lévy, composición con Noël Gallon, instrumentación con Felix Wolfes, y flauta con Louis Moyse. En 1937 se trasladó a América y estudió en el Instituto Curtis de Música en Filadelfia, con Sergei Koussevitzky durante los veranos de 1939 a 1943 en el Centro Musical Berkshire, y, como estudiante especial, composición con Paul Hindemith en la Universidad de Yale de 1939 a 1940.
Foss fue designado profesor de música de la Universidad de California en Los Ángeles en 1953, reemplazando a Arnold Schoenberg. Mientras tanto fundó el Conjunto de la Cámara de Improvisación. Fundó el Centro para Artes Creativas y Representadas en 1963 mientras estaba en la Universidad de Buffalo. Fue Profesor de Música, Teoría y Composición en la Universidad Boston desde 1991. Sus estudiantes notables incluyen a Claire Polin.
Está agrupado en la "escuela Boston" junto a Arthur Berger, Irving Fine, Alexei Haieff, Harold Shapero, y Claudio Spies.

## Trabajos
Sus primeros trabajos son de estilo neoclásico, y tienen improvisación controlada y procedimientos cambiantes con la técnica del dodecafonismo y el serialismo, mientras que sus últimos trabajos son poliestéticos.
|    | título                           | movimientos                                                                                 | año                           | notas |
| -- | -------------------------------- | ------------------------------------------------------------------------------------------- | ----------------------------- | --- |
| 1. | Concierto de Piano Número 1      | 1. Allegro 2. Andante 3. Allegro                                                            | 1943                          | Originalmente un concierto de clarinete, reescrito para piano y orquesta.                                 |
| 2. | Concierto de Piano Número 2      | 1. Allegro sostenuto 2. Adagietto 3. Allegro vivace                                         | 1949-1951, modificado en 1952 | Modelado después del Concierto Emperor de Beethoven.                                                      |
| 3. | Ciclo de Tiempo                  |                                                                                             | 1960                          | |
| 4. | Echoi                            |                                                                                             | 1963                          | |
| 5. | Variaciones del Barroco          | 1. En un Larghetto de Handel 2. En una Sonata Scarlatti 3. En un preludio "Phorion" de Bach | 1967                          | |
| 6. | Trece Formas de Mirar a un Mirlo |                                                                                             | 1978                          | |
| 7. | Elegía para Anna Frank           |                                                                                             | 1989                          | Compuesto para conmemorar el 60 aniversario del nacimiento de Anna Frank. Incluye una narración opcional. |
| 8. | Concerto Renaissance             |                                                                                             | 1990                          | |

## Familia
- Esposa: Cornelia Brendel Foss, artista/pintora.
- Hijo: Christopher Brendel Foss, ejecutivo publicitario.
- Hija: Eliza Foss Turino, actriz.

## Escuchas
- Arte de los Estados: Lukas Foss
- Entrevista a Lukas Foss para el sitioweb American Mavericks

- Datos: Q213709
- Multimedia: Lukas Foss / Q213709